# Duquende
Juan Rafael Cortés Santiago (né en 1965 à  Sabadell) dit Duquende est un chanteur de flamenco espagnol.

## Biographie
Juan Rafael Cortés Santiago est né en 1965, à Sabadell, dans la province de Barcelone. D'origine gitane, il commence sa carrière à huit ans avec Camarón de la Isla. Il sera ensuite accompagné par les plus grands guitaristes tels Tomatito (1993), Paco de Lucía (1997) ou Vicente Amigo. Il participera aussi à des projets de musique métissées.

## Discographie
- Mi forma de vivir, (2006)
- Samaruco (2000)
- Soy el Duende, (1997)
- A mi aire, (1996)
- Duquende y la guitarra de Tomatito, (1993)